# 春風亭柳枝 (6代目)
六代目 春風亭 柳枝（しゅんぷうてい りゅうし、1881年（明治14年）1月 - 1932年（昭和7年）3月1日）は、神奈川県横浜市出身の落語家。本名∶松田 幸太郎。俗に「ゴミ六の柳枝」「横浜の柳枝」「桃太郎の柳枝」など。
横浜の消防団の組頭で居留地のごみ清掃を家業とする家の長男に生まれる。「ゴミ六」とは実家の屋号。横浜商業学校（現：横浜市立横浜商業高等学校）卒業後に勤めながら天狗連で一枝を名乗り宴会や端席で一席やったり演芸会を開いたりしていて人気になった。それが高じ三代目柳家小さんの門を叩く。1910年3月にさん枝で初高座。1913年2月に初代春風亭華柳門下で真打となり三代目春風亭小柳枝を名乗る。3年目の真打で異例のスピード出世だった。1917年8月、師匠柳枝が結成した睦会に加入。
知的で背が高く、風格があり一門の信頼も高かった。
妻は寄席に出演する新内家元・富士松加賀吉（前名：富士松和佐之助）。

## 弟子
- 七代目春風亭梅枝

### 移籍
- 春風亭遊枝 - 二代目三遊亭金馬門下へ
- 春風亭さん枝 - 五代目柳亭左楽門下へ
- 春風亭柳語楼 - 六代目春風亭柳橋門下へ
- 春風亭枝寿 - 四代目蝶花楼馬楽門下へ
- 春風亭一枝 - 五代目古今亭志ん生門下へ
- 三代目春雨家雷蔵 - 二代目桂小文治門下へ
- 春風亭柳窓 - 柳家金語楼門下へ